# Balin
Balin, fill de Fundin, és un personatge literari de l'obra de J.R.R. Tolkien. És un nan de la Casa de Durin, i forma part de la companyia protagonista a El Hòbbit. El seu personatge també té importància a El Senyor dels Anells.

## Biografia
Va néixer l'any 2763 de la Tercera Edat, fill de Fundin i germà gran de Dwalin. Era membre de la casa reial de Durin, sent besnet del rei Nain II i parent distant de l'actual rei a l'exili Thorin Escut-de-roure.
Va ser un dels tretze nans liderats per Thorin que van emprendre l'aventura descrita a El Hòbbit, amb l'objectiu de recuperar el tresor que havien perdut a mans del drac Smaug. Després de Thorin, era el nan amb més edat de tots tretze, i probablement era l'únic a part de Thorin que havia nascut a la Muntanya Solitària i n'havia hagut de fugir amb l'arribada del drac (tenia 7 anys).
És el segon nan que arriba a l'Atzusac a l'inici del Hòbbit, just després del seu germà Dwalin. Com el seu germà, l'instrument que tocava era una viola.
És el més observador del grup: veu com Bilbo arriba a la taverna del Drac Verd a Voralaigua, descobreix el foc dels ogres, i és el primer a albirar els elfs al Bosc Llobregós. Bilbo es va guanyar el seu respecte quan va aconseguir arribar al campament dels nans sense que Balin el veiés (portava l'anell d'invisibiliat).
Va ser l'únic nan que es va oferir voluntari a acompanyar Bilbo pel passadís secret que conduïa cap al drac, i consta que va visitar Bilbo a la Comarca després de l'aventura.
L'any 2989 va marxar d'Erèbor amb un grup de nans amb l'objectiu de reconquerir Mòria i tornar-la a convertir en la gran ciutat dels nans que havia estat. Amb ell anaven Floi, Oin, Ori, Frar, Loni, i Nali. Va establir-se a Mòria, de la que va esdevenir Senyor, després d'expulsar-ne els orcs. El 2994 va morir per una fletxa disparada per un arquer orc després d'haver ostentat el càrrec menys de 5 anys.
Poc temps després els nans de Moria van ser arraconats i exterminats.
A El Senyor dels Anells, la Germandat de l'Anell descobreix la seva tomba a la Cambra de Mazarbul. Sobre la tomba hi ha escrit en runes nanesques "Balin Fundinul Uzbad Khazad-Dumu" que significa "Balin, fill de Fundin, Senyor de Mòria".

## Genealogia de la Casa de Durin a la Fi de la 3a Edat
```
                               
Durin l'immortal

                                      :
                                    
Nain II

                                      |
                    -----------------------------------
                    |
                 
Dain I
                             
Farin

                    |
             ---------------------               --------------
             |         |               |            |
           
Thror
     
Fror
      
Gror
           
Fundin
        
Groin

             |               |            | 
             |           ---------     -------
             |           |       |     |     | 
           
Thrain
              
Náin
        
Balin
  
Dwalin
  
Óin
  
Glóin

             |                               |
       -------------------       |                             
Guimli
     
       |        |       |                  
     
Thorin
   
Frerin
    
Dis
    
Dain II
              Els nans 
Bifur
, 
Bofur
,
 (Escutderoure)          |  (Peudeferro)            
Bombur
, 
Dori
 i 
Ori
 també
                      ------                        pertanyien a la casa de
                      |                        Durin, tot i que el seu
                     
Fili
 
Kili
                      parentiu era més distant
```

## Adaptacions
En l'adaptació cinematogràfica de El Senyor dels Anells dirigida per Peter Jackson, Guimli agafa la destral de Balin de la Cambra de Mazarbul i la utilitza en totes les batalles posteriors. Es diferencia de l'anterior perquè té una doble fulla, permetent al nan colpejar a esquerra i dreta sense haver de canviar l'orientació de la destral. En els llibres no es fa cap menció al fet que Guimli canviï d'arma.